# Makwa Lake Provincial Park
Makwa Lake Provincial Park är en park i Kanada.   Den ligger i provinsen Saskatchewan, i den centrala delen av landet, 2 600 km väster om huvudstaden Ottawa. Makwa Lake Provincial Park ligger 539 meter över havet.
Terrängen runt Makwa Lake Provincial Park är platt, och sluttar norrut. Trakten runt Makwa Lake Provincial Park är nära nog obefolkad, med mindre än två invånare per kvadratkilometer.. 
I omgivningarna runt Makwa Lake Provincial Park växer i huvudsak blandskog.